# Liste der Kulturgüter in Büren SO
Die Liste der Kulturgüter in Büren SO enthält alle Objekte in der Gemeinde Büren im Kanton Solothurn, die gemäss der Haager Konvention zum Schutz von Kulturgut bei bewaffneten Konflikten, dem Bundesgesetz vom 20. Juni 2014 über den Schutz der Kulturgüter bei bewaffneten Konflikten sowie der Verordnung vom 29. Oktober 2014 über den Schutz der Kulturgüter bei bewaffneten Konflikten unter Schutz stehen.
Objekte der Kategorie A sind im Gemeindegebiet nicht ausgewiesen, Objekte der Kategorie B sind vollständig in der Liste enthalten, Objekte der Kategorie C fehlen zurzeit (Stand: 1. Januar 2023).

## Kulturgüter
| Foto |                                                                              | Objekt                                                 | Kat. | Typ | Standort                                  | Beschreibung |
| ---- | ---------------------------------------------------------------------------- | ------------------------------------------------------ | ---- | --- | ----------------------------------------- | ------------ |
| BW   | Datei hochladen · Wikidata zu Sternenfels (Q116767118)                       | Sternenfels, mittelalterliche Burgruine KGS-Nr.: 01029 | B    | F   | 617820 / 255950                           |              |
| BW   | Datei hochladen · Wikidata zu Pfarrhaus mit Scheune (Q29880641)              | Pfarrhaus mit Scheune (1727) KGS-Nr.: 04516            | B    | G   | Seewenstrasse 3 617458 / 255401           |              |
| BW   | Datei hochladen · Wikidata zu Weiherhaus, Wohnhaus im Schlössli (Q29880645)  | Weiherhaus, Wohnhaus im Schlössli KGS-Nr.: 04518       | B    | G   | Im Schlössli 3, 6, 12, 14 617705 / 255368 |              |
| ja   | Datei hochladen · Wikidata zu Pfarrkirche St. Martin (1697/1790) (Q29880643) | Pfarrkirche St. Martin (1697/1790) KGS-Nr.: 13522      | B    | G   | Seewenstrasse 16 617340 / 255440          |              |
| BW   | Datei hochladen · Wikidata zu Ehemalige Beinmühle (Q29880639)                | Ehemalige Beinmühle (17. Jh.) KGS-Nr.: 13945           | B    | G   | Mühle 1.1 617153 / 255381                 |              |